# Trioza thoracica
Trioza thoracica är en insektsart som beskrevs av Caldwell 1941. Trioza thoracica ingår i släktet Trioza och familjen spetsbladloppor. Inga underarter finns listade i Catalogue of Life.